# Maria Odermatt
Maria Odermatt (eigentlich Josef Maria Odermatt, * 4. März 1867 in Buochs; † 10. August 1950 in Alpnach) war ein Schweizer Politiker (KVP, Schweizerische Konservative Volkspartei).

## Leben
Odermatt war der Sohn des Landwirts Alois Odermatt. Er besuchte einige Jahre das Gymnasium Sarnen und war Landwirt mit Sennereibetrieb in Alpnach. Von 1894 bis 1934 gehörte er dem Einwohnergemeinderat von Alpnach an, den er 1904 präsidierte. Von 1895 bis 1914 war er öffentlicher Schreiber, von 1900 bis 1924 Betreibungsbeamter, von 1927 bis 1942 Friedensrichter, von 1900 bis 1942 Schulrat und von 1912 bis 1942 Gemeindesteuerverwalter.

## Politische Ämter
Odermatt war von 1901 bis 1925 Obwaldner Kantonsrat, den er 1909/1910 präsidierte. Von 1903 bis 1909 war er Kantonsrichter, danach bis 1914 Oberrichter. Von 1914 bis 1942 war er Obwaldner Regierungsrat (Staatswirtschafts- und Baudirektor) dabei 1924 Landammann.
Vom 29. September 1924 bis zum 5. Dezember 1943 gehörte er dem Nationalrat an.
Odermatt galt als nicht angepasst: So hatte er 1932 als Gemeindepräsident von Alpnach einen Konflikt mit der Polizeidirektion. Aktenkundig wurden auch Vorfälle wie Beschimpfung von Militärpersonen (1940), Nichterfüllung der Anbaupflicht (kriegswirtschaftlicher Straffall) und eine Beleidigung von Bundesrat Walther Stampfli im Bahnhofbuffet Luzern (1942/43).